# Donna De Salvo
Donna De Salvo ist Chefkuratorin und stellvertretende Direktorin des Whitney Museum of American Art.

## Werdegang
Donna De Salvo war von 1981 bis 1986 Kuratorin der Dia Art Foundation, wo sie unter anderem mit John Chamberlain, Walter De Maria, Donald Judd, Cy Twombly und Andy Warhol zusammenarbeitete. Sie ist Expertin für Pop Art und Andy Warhol und war Assistentin der Direktion des Andy Warhol Museums, bevor sie am Wexner Center for the Arts an der Ohio State University tätig wurde. Von 2000 bis 2004 war De Salvo Chefkuratorin am Tate Modern in London. Seit 2004 ist sie stellvertretende Programmdirektorin und Kuratorin des Whitney Museum of American Art.
Zusammen mit Linda Norden war De Salvo 2005 zuständig für den US-amerikanischen Pavillon bei der 51. Biennale von Venedig. Gezeigt wurde Course of Empire: Paintings by Ed Ruscha.
De Salvo hat zahlreiche Ausstellungen organisiert, Lesungen gehalten und Essays über international renommierte Künstler geschrieben. Darunter Roni Horn, Anish Kapoor, Mark Wallinger, Lee Bontecou, Robert Gober, Gerhard Richter, Lawrence Weiner, Ray Johnson, Giorgio Morandi, Barbara Bloom, William Eggleston, Isa Genzken, Philip Guston, Wade Guyton, Per Kirkeby, Barbara Kruger, Barnett Newman, Chris Ofili, Robert Smithson und Gillian Wearing.